# Strada statale 12 var/B Variante di Ponte a Moriano
La strada statale 12 var/B Variante di Ponte a Moriano (SS 12 var/B) è una strada statale italiana, variante della strada statale 12 dell'Abetone e del Brennero.

## Percorso
La strada statale 12 var/B ha inizio sulla SS 12 presso Lucca nord (al chilometro 30+400) e termina sulla stessa SS 12 in località Piaggione (al chilometro 34+930).
La strada, che ha la funzione di evitare l'attraversamento del centro abitato di Ponte a Moriano, ha una lunghezza di 4,000 chilometri ed è gestita dal Compartimento di Firenze.